# Штампана плоча
Штампана плоча је пасивна електронска компонента која омогућава остваривање везе између електронских компоненти (отпорници, кондензатори, транзистори, конектори, интегрална кола, преклопници, тастери...) која су на њој монтиране. Израђена је од гласфибера (за професионалне потребе) или пертинакса (за јефтиније електронске уређаје). На плочу је нанет бакар у танком слоју. На бакарну површину нанет је и танак слој калаја. Бакар може бити нанет и са обе стране. Такође плоче могу бити залепљене једна на другу и тиме се остварује више слојева бакра тј. вишеслојна штампана плоча. Фото поступком на плочу се наноси будући изглед плоче, потом се хемијским поступком скида сувишан бакар. После бушења и метализације рупа које повезују доњу и горњу штампу на плочу се наноси заштитни филм чија је функција да спречи кратке спојеве током монтаже и лемљења елемената. Штампана плоча мора да издржи, без деформација, прелазак преко калајног купатила где су температуре око 270 °C.
Штампане плоче механички подржавају електронске компоненте помоћу проводних подлога у облицима који су дизајниран за прихватање прикључака компоненте, а такође их електрично повезују помоћу стаза, равни и других карактеристика угравираних са једном или више слојева бакра ламинираних на и/или између слојева непроводне подлоге. Компоненте су обично залемљене на штампаној плочи како би се електрично спојиле и механички причврстиле на њу. Штампане плоче се користе у скоро свим електронским производима и у неким електричним производима, као што су пасивне разводне кутије.
Алтернативе штампаних плоча обухватају овијање жицом и конструкцију од тачке до тачке, обе од који су некада биле популарне, али се сада ретко користе. Штампане плоче захтијевају додатне напоре у дизајну за постављање кола, али производња и монтажа могу бити аутоматизовани. Доступан је софтвер за електронско пројектовање уз помоћ рачунара који обавља велики део посла. Масовна производња кола са штампаним плочама је јефтинија и бржа него код других метода ожичења, јер се компоненте монтирају и повезују у једној операцији. Велики број штампаних плоча може се произвести у исто време, а распоређивање је потребно урадити само једном. Штампане плоче се такође могу направити ручно у малим количинама, уз редуковану корисност.
Штампане плоче могу бити једностране (један бакрени слој), двостране (два бакарна слоја, на обе стране једног слоја подлоге) или вишеслојне (спољни и унутрашњи слојеви бакра, наизменично са слојевима подлоге). Вишеслојне штампане плоче омогућавају много већу густину компоненти, јер би трагови кола на унутрашњим слојевима иначе заузели површински простор између компоненти. Раст популарности вишеслојних штампаних плоча са више од два, а посебно са више од четири, бакарних равни био је паралелан са усвајањем технологије површинског монтирања. Међутим, вишеслојне штампане плоче чине поправку, анализу и модификацију кола много тежим и обично непрактичним.
Светско тржиште голих плоча је премашило је 60,2 милијарде долара у 2014. години и процењује се да ће до 2024. године достићи 79 милијарди долара.

## Преглед
Основна штампана плоча састоји се од равне плоче од изолационог материјала и слоја бакарне фолије, ламиниране на подлогу. Хемијским гравирањем дели бакар на одвојене проводне водове који се називају колосеци или трагови кола, подлоге за везе, везе за пролаз између слојева бакра, и формирају се карактеристике као што су чврсте проводне површине за електромагнетну заштиту или друге сврхе. Стазе функционишу као жице фиксиране у месту, и међусобно су изоловане ваздухом и материјалом подлоге плоче. Површина штампане плоче може имати премаз који штити бакар од корозије и смањује шансе за лемљење кратких спојева између стаза или нежељеног електричног контакта са залуталим голим жицама. Због своје функције у спречавању кратких спојева при лемљењу, премаз се назива лемно отпорним или лемном маском.
Штампана плоча може имати више слојева бакра. Двослојна плоча има бакар са обе стране; вишеслојне плоче сендвич додатне слојеве бакра између слојева изолационог материјала. Проводници на различитим слојевима повезани су вијама, које су бакарни отвори који функционишу као електрични тунели кроз изолацијску подлогу. Водови компоненти кроз отворе понекад такође ефикасно функционишу као вије. Након двослојних штампаних плоча, следећи корак су обично четворослојне. Често су два слоја намењена за напајање и уземљење, а друга два се користе за ожичење сигнала између компоненти.
Компоненте „кроз отвор” монтиране су жицама које пролазе кроз плочу и лемљене на трагове на другој страни. Компоненте „површинског монтирања” су причвршћене својим водовима на бакарне трагове на истој страни плоче. Плоча може користити оба начина за монтажу компоненти. Штампане плоче са само компонентама монтираним кроз отворе сада нису уобичајени. Површинска монтажа се користи за транзисторе, диоде, интегрисана кола, отпорнике и кондензаторе. Монтажа кроз отвор може се користити за неке велике компоненте, као што су електролитички кондензатори и конектори.
Патерн који се урезује у сваки бакарни слој штампане плоче назива се „цртеж”. Гравирање се обично врши помоћу фотоотпорног слоја који је нанесен на штампану плочу, затим изложен светлости пројектованој на патерну цртежа. Отпорни материјал штити бакар од растварања у раствору за нагризање. Гравирана плоча се затим чисти. Дизајн штампаних плоча може се масовно репродуковати на начин сличан начину на који се фотографије могу масовно умножавати са филмских негатива помоћу фотографског штампача.
Када штампана плоча нема инсталиране компоненте, она се мање двосмислено назива штампана плоча за ожичење (енгл. printed wiring board, PWB) или гравирана плоча за ожичење (енгл. etched wiring board). Међутим, израз „штампана плоча за ожичење” се ретко користи. Штампана плоча са електронским компонентама назива се склоп штампаног кола (енгл. printed circuit assembly, PCA), склоп штампане плоче (енгл. printed circuit board assemblyј, PCB) или PCB склоп (PCBA). У неформалној употреби, израз „штампана плоча” најчешће значи „склоп штампаног кола” (са компонентама). IPC преферирани израз за склопљену плочу је склоп картице (енгл. circuit card assembly, CCA), а за склопљену позадинску плочу то је склоп позадинске плоче. „Картица“ је још један широко коришћен неформални израз за „склоп штампаног кола“. На пример, експанзиона картица.
Штампана плоча може бити одштампана са легендом која идентификује компоненте, испитне тачке или идентификујућим текстом. Првобитно се у ту сврху користила ситоштампа, али се данас обично користе друге, квалитетније методе штампе. Обично легенда не утиче на функцију штампане плоче.
Минимална штампана плоча за једну компоненту, која се користи за израду прототипа, назива се раздвојна плоча. Сврха ове плоче је да „раздвајање“ проводника компоненте на засебним терминалима тако да се ручно повезивање на њих може лако извршити. Раздвојне плоче се посебно користе за компоненте за површинско монтирање.
Напредне штампане плоче могу садржати компоненте уграђене у подлогу, као што су кондензатори и интегрисана кола, како би се смањила количина простора коју компоненте заузимају на површини штампане плоче, и побољшале електричне карактеристике.